# فرانكلين خان
فرانكلين خان (توفي في 17 أبريل 2021) سياسي من ترينيداد وتوباغو شغل منصب عضو البرلمان ورئيس الحركة الشعبية الوطنية الحاكمة. في عام 2005 وجهت إلى خان تهم فساد، أسقطت جميعها في محكمة بعد خمس سنوات.
كان أول سياسي في ترينيداد وتوباغو يُتهم بالفساد بينما كان حزبه لا يزال في السلطة. تم انتخاب خان في عام 2002، وهزم شاغل الوظيفة وينستون بيترز. بين سبتمبر 2002 و8 مايو 2005 عمل خان كوزير للأشغال، واستقال في مواجهة مزاعم الرشوة التي رفعها مستشار الحزب الوطني دانسام دانسوك، الذي خضع للتحقيق بزعم الإدلاء ببيانات كاذبة. شغل خان منصب رئيس الحركة الوطنية الفلسطينية في مناسبتين، من 2003 إلى 2005 ومن 2011 إلى 2018
بعد تبرئته من جميع الاتهامات، كان من المتوقع أن يستأنف السيد خان حياته المهنية في السياسة. واصل مسيرته المهنية وشغل المناصب التالية:
- وزير الطاقة وصناعات الطاقة ورئيس الحركة الشعبية الوطنية: 19 أغسطس 2020-17 أبريل 2021.
- وزير الطاقة وصناعات الطاقة: 31 أكتوبر 2016 - 9 أغسطس 2020.
- وزير التنمية الريفية والحكم المحلي 11 سبتمبر 2015 - 30 أكتوبر 2016.
- عضو حكومي: 4 مايو 2005 - 28 سبتمبر 2007.
- وزير الأشغال والنقل: 15 أكتوبر 2002 - 13 مايو 2005.[4]

توفي صباح الأحد 17 أبريل 2021.